# Christian Rosencreutz alkemiska bröllop år 1459
Christian Rosencreutz alkemiska bröllop år 1459 (tyska: Chymische Hochzeit Christiani Rosencreutz anno 1459) är en esoterisk kristen bok tryckt år 1616. Den berättar en allegorisk historia som utspelar sig år 1459, och skildrar hur den unge Christian Rosencreuz under sju dagar tar sig genom ett kungligt slott fullt av gåtor och utmaningar. Verkets upphovsman är obekräftad men det tillskrivs vanligen Johann Valentin Andreæ.
Texten är den äldsta som nämner Rosencreuz vid namn; Rosencreuz uppges ha varit en mystiker på 1400-talet och grundare av Rosencreutzorden. Christian Rosencreutz alkemiska bröllop år 1459 var den tredje texten med koppling till rosencreuzarna som utgavs, och skiljer sig markant från de tidigare, som handlar om ordens grundande och syfte. Verkets symbolik och skildringar av ritualer har inspirerat många diktare, alkemister och slutna ordenssällskap. Boken finns i två svenska översättningar, Yngve Freijs via danska från 1983 och Erik Ågrens från 2009.